# Hof van beroep (Filipijnen)

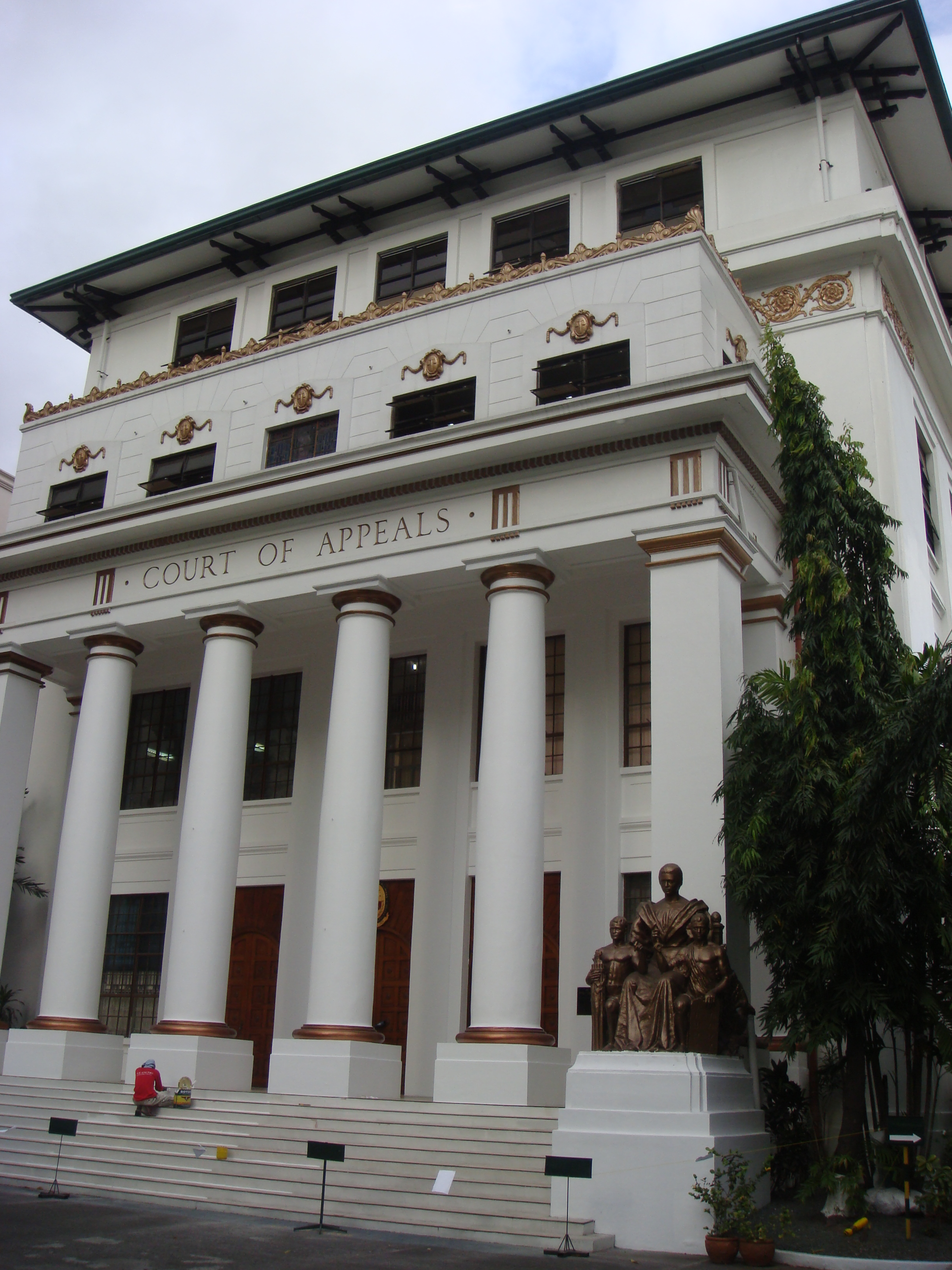
Zetel van het Hof van beroep

Het Hof van beroep (Filipijns: Hukumang Paghahabol ng Pilipinas) is de op een na hoogste rechtbank in de Filipijnen, op het Filipijnse hooggerechtshof na. Het Filipijnse Hof van beroep heeft 68 rechters (Associate Justices) en 1 opperrechter (Presiding Justice). In de grondwet van de Filipijnen is vastgelegd dat bij de rechtbank niet alleen beslissingen van de regionale rechtbanken aangevochten kunnen worden, maar ook die van Court of Tax Appeals, die van de 21 Quasi-Rechterlijke Bureaus, die van de National Amnesty Commission en die van de Filipijnse ombudsman. Daarnaast worden er ook zo nu en dan beslissingen van de National Labor Relations Commission (NLRC) getoetst. De rechtbank bevindt zich aan de Maria Orosa Street in Manilla.